# خرگوش جهنده دم‌سفید
خرگوش جهنده دم‌سفید (نام علمی: Lepus townsendii)، که همچنین به عنوان خرگوش مرغزار و جهنده سفید شناخته می‌شود، گونه‌ای از خرگوش‌ها است که در غرب آمریکای شمالی یافت می‌شود. مانند همه خرگوش‌ها و خرگوشک‌ها، عضوی از تیرهٔ خرگوشان (Leporidae) از راسته خرگوش‌سانان (Lagomorpha) است. این یک فرد انفرادی است به جز مواردی که چندین نر در فصل زادآوری از یک ماده خواستگاری می‌کنند. چهار تا پنج توله جوان به شکل فرورفتگی کم‌عمقی در زمین، پنهان در میان پوشش گیاهی به دنیا می‌آیند. این خرگوش جهنده دو زیرگونه توصیف‌شده دارد: L. townsendii townsendii که در غرب کوه‌های راکی و L. townsendii campanius در شرق کوه‌های راکی یافت می‌شود.